# David Eddings
David Eddings (ur. 7 lipca 1931 w Spokane w stanie Waszyngton w Stanach Zjednoczonych, zm. 2 czerwca 2009 w Carson City w stanie Nevada) – amerykański pisarz fantasy, najbardziej znany jako autor cykli Belgariada i Malloreon. 
Urodził się w Spokane w stanie Waszyngton, dorastał w Seattle. Studiował literaturę angielską w Reed College, potem na University of Washington. Między studiami w college'u a magisterskimi odbył służbę wojskową w jednostce piechoty amerykańskiej stacjonującej w Niemczech. Pracował w firmie Boeing oraz wykładał w college'u literaturę angielską. 27 października 1962 ożenił się z Judith Leigh Shell, która (jako Leigh Eddings) jest współautorką wielu jego książek, choć dopiero w jego ostatnich książkach jest to wspomniane na okładkach.
Jako pisarz debiutował głównonurtową powieścią High hunt w 1973, jednak sławę przyniósł mu dopiero cykl fantasy Belgariada. 
Przez ostatnie lata życia mieszkał w Carson City w stanie Nevada.

## Twórczość

### Belgariada i Malloreon

#### Belgariada
Wydanie polskie zbiorcze (tom 1-5): Prószyński i S-ka 2017
- Pionek proroctwa (Pawn of Prophecy, 1982), wyd. polskie: Amber 1994
- Królowa magii (Queen of Sorcery, 1982), wyd. polskie: Amber 1994
- Gambit magika (we wcześniejszym wydaniu Gambit magów) (Magician's Gambit, 1983), wyd. polskie: Amber w Polsce 1994
- Wieża czarów (Castle of Wizardry, 1984), wyd. polskie: Amber 1995
- Ostatnia rozgrywka czarodziejów (Enchanters' End Game, 1984), wyd. polskie: Amber 1995

#### Malloreon
- Strażnicy Zachodu (Guardians of the West, 1987), wyd. polskie: Amber 1995
- Król Murgów (King of the Murgos, 1988), wyd. polskie: Amber 1995
- Demon, władca Karandy (Demon Lord of Karanda, 1988), wyd. polskie: Amber 1996
- Czarodziejka z Darshivy (Sorceress of Darshiva, 1989), wyd. polskie: Amber 1996
- Prorokini z Kell (The Seeress of Kell, 1991), wyd. polskie: Amber 1996

#### Inne książki powiązane z cyklem
- Belgarath Czarodziej – ang. Belgarath the Sorcerer, 1995 (wspólnie z Leigh Eddings; wydana w Polsce w trzech tomach: Belgarath Czarodziej – 1997, Czas niedoli – 1997, Tajemnica – 1998)
- Polgara Czarodziejka (wspólnie z Leigh Eddings; Polgara the Sorceress, 1997) – wydana w Polsce w 1999 r.
- Kodeks Rivański (wspólnie z Leigh Eddings; The Rivan Codex, 1998) – wydana w Polsce w 2001 r.

### Elenium i Tamuli

#### Elenium
- Diamentowy tron (The Diamond Throne, 1989) – wydana w Polsce w 1993 r.
- Rubinowy rycerz (The Ruby Knight, 1990) – wydana w Polsce w 1993 r.
- Szafirowa róża (The Sapphire Rose, 1991) – wydana w Polsce w 1994 r.

#### Tamuli
- Kopuły ognia  (Domes of Fire, 1992) – wydana w Polsce w 1996 r.
- Świetliści  (The Shining Ones, 1993) – wydana w Polsce w 1997 r.
- Ukryte miasto (The Hidden City, 1994) – wydana w Polsce w 1999 r.

### Marzyciele
- Starsi bogowie (The Elder Gods, 2003 – wspólnie z Leigh Eddings) – wydana w Polsce w 2006 r.
- Najdroższa (The Treasured One, 2004 – wspólnie z Leigh Eddings) – wydana w Polsce w 2007 r.
- Kryształowa Gardziel (The Crystal Gorge, 2005 – wspólnie z Leigh Eddings) – wydana w Polsce w 2007 r.
- Młodsi bogowie (The Younger Gods, 2006 – wspólnie z Leigh Eddings) – wydana w Polsce w 2008 r.

Tytuł serii można przetłumaczyć także jako Śniący, jako że tytułowi Dreamers śnili o przyszłych wydarzeniach.

### Inne powieści fantasy
- Odkupienie Althalusa (The Redemption of Althalus, 2000 – wspólnie z Leigh Eddings) – wydana w Polsce w 2002 r.

### Inne powieści
- High Hunt, 1973
- The Losers, 1992 (napisana w połowie lat 70.)
- Pieśń Reginy (Regina's Song, 2000 – wspólnie z Leigh Eddings) – wydana w Polsce w 2003 r.